# Lawrence Makoare
Lawrence Makoare (Bastion Point, Auckland; 20 de marzo de 1968) es un actor de cine y televisión neozelandés de etnia maorí.
Es más conocido por interpretar a Lurtz, lugarteniente de los uruk-hai, en la película El Señor de los Anillos: la Comunidad del Anillo, de 2001, papel para el cual fue elegido por su imponente físico y estatura. En el El Señor de los Anillos: el retorno del Rey, de 2003, interpretó al Rey Brujo de Angmar y a Gothmog, el comandante orco de la Batalla de los Campos del Pelennor.
También resulta popular entre los aficionados a Xena: la princesa guerrera por haber interpretado a dos personajes significativos de la tercera temporada: un jefe bárbaro en el episodio «The Quill Is Mightier...», y a Maecanus (un devoto de Afrodita) en el episodio «Fins, Femmes and Gems». En 2002 interpretó a Mr. Kil en la película de James Bond Die Another Day.
De nuevo a las órdenes de Peter Jackson y en otra adaptación de la obra de J. R. R. Tolkien, Makoare intervino en la trilogía de El hobbit desde su segunda película representando a Bolgo, el temible y corpulento hijo de Azog, en la adaptación el segundo al mando de los orcos, aunque en la novela es el líder de los orcos del monte Gundabad.

## Filmografía

### Cine
| Año  | Título                                           | Papel                                     | Notas |
| ---- | ------------------------------------------------ | ----------------------------------------- | ----- |
| 2014 | Tierra de guerreros                              | El Guerrero                               |       |
| 2013 | El hobbit: la desolación de Smaug                | Bolgo                                     |       |
| 2007 | The Ferryman                                     | Snake                                     |       |
| 2003 | El Señor de los Anillos: el retorno del Rey      | Rey Brujo / Gothmog                       |       |
| 2002 | The Maori Merchant of Venice                     | Pirihina o Morako (Príncipe de Marruecos) |       |
| 2002 | Die Another Day                                  | Mr. Kil                                   |       |
| 2001 | El Señor de los Anillos: la Comunidad del Anillo | Lurtz                                     |       |
| 2001 | Crooked Earth                                    | Kahu Bastion                              |       |
| 2000 | The Feathers of Peace                            | Pemako                                    |       |
| 2000 | The Price of Milk                                | Sobrino                                   |       |
| 1999 | What Becomes of the Broken Hearted?              | Grunt                                     |       |
| 1994 | Rapa Nui                                         | Atta                                      |       |

### Televisión
| Año  | Título                 | Papel                   | Notas                                                             |
| ---- | ---------------------- | ----------------------- | ----------------------------------------------------------------- |
| 2002 | Mataku                 | Guerrero / Tom          | 2 episodios: «The Heirloom» / «The Final Plume»                   |
| 1999 | Greenstone             | Rameka                  | Telefilme                                                         |
| 1998 | Young Hercules         | Roadie                  | Episodio: «Fame»                                                  |
| 1998 | Xena: Warrior Princess | Maecenus / Jefe bárbaro | 2 episodios: «Fins, Femmes and Gems» / «The Quill Is Mightier...» |